# Эолосикон
«Эолосикон» (др.-греч. Αἰολοσίκων) — название двух древнегреческих комедий, написанных драматургом Аристофаном (V—IV века до н. э.). Чем они отличались друг от друга, неизвестно. Один из «Эолосиконов» стал последней пьесой Аристофана. Текст пьес практически полностью утрачен, сохранился только набор коротких фрагментов (фрг. 256—264)..
Название «Эолосикон» составлено из двух имён — повара Сикона, частого персонажа комедий IV века до н. э., и мифологического персонажа Эола. Последний был героем одноимённой трагедии Еврипида (тоже утраченной), и существует вероятность того, что Аристофан пародировал эту пьесу.